# 13653 Priscus
13653 Priscus (1997 CT16) là một tiểu hành tinh vành đai chính được phát hiện ngày 9 tháng 2 năm 1997 bởi V. S. Casulli ở Colleverde di Guidonia.